# Los verdes paraísos
Los verdes paraísos es una película de Argentina en blanco y negro dirigida por Carlos Hugo Christensen según el guion de César Tiempo inspirado en el cuento Su ausencia, de Horacio Quiroga que se estrenó el 22 de agosto de 1947 y que tuvo como protagonistas a Aída Luz, Guillermo Battaglia, Eduardo Cuitiño y Carlos Thompson.

## Sinopsis
Un arquitecto que sufre un ataque de epilepsia despierta años después convertido en un escritor famoso próximo a casarse.

## Reparto
- Aída Luz
- Guillermo Battaglia
- Eduardo Cuitiño
- Carlos Thompson
- Rita Juárez
- María Armand
- Orestes Soriani
- Ignacio de Soroa
- Mario Cozza
- Raymond Meyland
- Beba Bidart
- Agustín Orrequia

## Comentarios
La Prensa la consideró una película desordenada, convencional, que no logran el suspenso que han buscado; para Clarín es un filme con mejores propósitos que aciertos y con más esfuerzo que sensibilidad y Manrupe y Portela escriben:

”con las sombras del Orson Welles de Soberbia (The Magnificent Ambersons, Estados Unidos, 1942), fotografía excepcional en la nieve y algún back projecting lamentable, una obra menor del mejor Christensen”